# Romain Gubert
Pour les articles homonymes, voir Gubert.
Romain Gubert est un essayiste et journaliste français des XXe et XXIe siècles.

## Biographie
Romain Gubert a une formation d'historien.
En 2003, il est journaliste au service étranger du magazine Le Point. De 2011 à 2018, il collabore à sept reprises avec la journaliste Sophie Coignard dans la publication d'essais concernant les élites et le pouvoir en France, la « caste » économiquement dominante, le libéralisme et l'Europe, en en dénonçant les dérives.
Rédacteur en chef au magazine Le Point, il a publié une quinzaine d'ouvrages.

## Récompenses
En 2000, il est lauréat du prix de la Fédération internationale des journalistes pour un article sur la Tchétchénie. En 2011, il reçoit le prix du Parlement européen du journalisme.

## Publications
Ouvrages écrits ou coécrits par Romain Gubert :
- 2003 : L'arrogance française, avec Emmanuel Saint-Martin, Balland  (ISBN 978-2-7158-1455-4), 240 pages
- 2004 : L'Europe à 25, Milan, Collection Essentiels, numéro 239  (ISBN 978-2-7459-1446-0), 64 pages
- 2005 : Le terrorisme international. La guerre des temps modernes, Milan, Collection Essentiels  (ISBN 978-2-7459-1834-5), 128 pages
- 2006 : L'Union européenne, Lito  (ISBN 978-2244025230) (document jeunesse)
- 2008 : La France doit-elle quitter l'Europe ?, Larousse  (ISBN 978-2035843029), 128 pages
- 2009 : Et surtout, n'en parlez à personne..., avec Emmanuel Saint-Martin, Albin Michel, Collection Essais - Documents  (ISBN 978-2-2261-9292-9), 336 pages
- 2011 : L'Oligarchie des incapables, avec Sophie Coignard, Albin Michel  (ISBN 978-2-2262-3860-3), 368 pages
- 2014 : La Caste cannibale : Quand le capitalisme devient fou, avec Sophie Coignard, avec Romain Gubert, Albin Michel  (ISBN 978-2-2262-5468-9), 336 pages
- 2015 : Ces chers cousins - Les Wendel, pouvoirs et secrets, avec Sophie Coignard, éditions Plon  (ISBN 978-2-2592-2783-4), 300 pages
- 2016 : Ça tiendra bien jusqu’en 2017. Enquête sur la façon dont nous ne sommes pas gouvernés, avec Sophie Coignard, Albin Michel  (ISBN 978-2-2263-1669-1), 256 pages
- 2017 : La Caisse. Enquête sur le coffre-fort des Français, avec Sophie Coignard, Seuil  (ISBN 978-2-0212-4425-0), 256 pages
- 2017 : Le Nouveau Mal français, avec Sophie Coignard, Éditions de l'Observatoire  (ISBN 979-1-0329-0050-5), 320 pages
- 2017 : Sauver les livres et les hommes, avec Najeeb Michaeel, Grasset  (ISBN 978-2-2468-6319-9), 180 pages
- 2018 : La Caisse des dépôts. Enquête sur le coffre-fort des Français, avec Sophie Coignard, Seuil  (ISBN 978-2-7578-7124-9), 264 pages
- 2020 : Éloge du courage, Grasset, coécrit avec Jean-Claude Gallet, 124 p.  (ISBN 9782246826293)
- 2022 : La décoration, Grasset  (ISBN 9782246825456)